# Nathan Foad
Nathan Foad (30 de diciembre de 1992) es un actor, comediante y guionista británico, conocido principalmente por crear la serie Newark, Newark y por su papel como Lucius en el seriado Our Flag Means Death.

## Carrera
Foad ingresó en la Guildford School of Acting a los diecisiete años. Antes de desarrollar su carrera como guionista para producciones de comedia, tuvo que trabajar en una juguetería para solventarse económicamente. Inició su carrera en los medios de su país en 2021 con un papel secundario en el seriado Bloods.
En 2022 interpretó a Lucius, un escriba homosexual, en la comedia Our Flag Means Death de 2022. El actor manifestó acerca de su papel: «Es muy emocionante que estemos en un momento de la televisión en el que ya no sea escandaloso ser un actor queer [...] Estamos en una época en la que se celebra la diversidad en todas sus formas». Por su interpretación, fue nominado junto a todo el elenco y equipo de producción en los Premios Peabody. Ese mismo año fue incluido en la lista OUT100 de la revista con temática LGBT Out, en la que se describe como «pícaro y descarado, y definitivamente divertido [...] Sí, es un granuja, pero uno de los más adorables del mundo».
El mismo año creó y escribió la serie de comedia Newark, Newark, la cual «sigue los altibajos de una familia disfuncional en una ciudad mercantil poco reconocida de la Región de las Tierras Medias Orientales». El portal The iPaper la comparó con otras producciones de comedia realista como Shameless o Brassic. Escribiendo para el mismo medio, la periodista Lauren O'Neill manifestó que, con esta serie, «la voz y la perspectiva [de Foad] por fin consiguen respirar correctamente».
A partir de entonces, ha registrado papeles secundarios en las series Don't Hug Me I'm Scared, Mandy y Death Valley. En 2024 se desempeñó como guionista en la serie Things You Should Have Done, de la cadena BBC Three. Además, narró el audiolibro Voyage of the Damned, de Frances White.

## Vida personal
Foad creció en Newark-on-Trent. Es abiertamente gay, y salió del clóset en su adolescencia. En una entrevista durante la Chicago Comic & Entertainment Expo de 2022, comentó que ha estado en una relación monógama con su novio durante nueve años.

## Filmografía

### Televisión
| Año       | Título                  | Papel          | Notas                                   | Ref.   |
| --------- | ----------------------- | -------------- | --------------------------------------- | ------ |
| 2021      | Bloods                  | Spencer        |                                         | [ 11 ] |
| 2022-2023 | Our Flag Means Death    | Lucius Spriggs | Rol principal                           | [ 11 ] |
| 2022      | Newark, Newark          | Rowan          | También guionista y productor ejecutivo | [ 11 ] |
| 2022      | Don't Hug Me I'm Scared | Toilet         | 1 episodio                              | [ 11 ] |
| 2023      | Mandy                   | Kenny          | 1 episodio                              | [ 11 ] |
| 2025      | Death Valley            | Owen Hart      | 1 episodio                              | [ 11 ] |

## Premios y reconocimientos
| Año  | Premio         | Categoría       | Obra nominada        | Resultado | Ref.  |
| ---- | -------------- | --------------- | -------------------- | --------- | ----- |
| 2022 | Peabody Awards | Entretenimiento | Our Flag Means Death | Nominado  | [ 4 ] |